# التبت تحت حكم سلالة تشينغ
التبت تحت حكم سلالة تشينغ، هو مصطلح يشير إلى علاقة سلالة تشينغ الحاكمة بالتبت بين عام 1720 وعام 1912. اعتبرت سلالة تشينغ في الصين التبت إقطاعيةً تابعةً لها خلال هذه الفترة، في حين اعتبرت التبت نفسها أمةً مستقلةً لا تتمتع بأكثر من علاقة «راع ورعية» مع سلالة تشينغ، منذ تأسيسها في عام 1653. اعتبر الباحثون، مثل ميلفين غولدستاين، التبت محميةً تابعةً لسلالة تشينغ.
سيطرت الإمبراطورية التبتية على مساحة كبيرة من آسيا الحديثة، بما في ذلك مناطق من الصين، قبل حكم سلالة تشينغ؛ في الوقت الذي تأسست فيه البوذية التبتية تحت حكم بادماسامبهافا ومدرسة نيينغما. وتطورت مناطق الإمبراطورية إلى أنظمة حكم ذاتي بعد انهيار الإمبراطورية، بعضها شاعت فيه المدارس الصاعدة مثل كاغبو وساكيا. لم ينخرط أتباع مدرسة نيينغما بأي شؤون سياسية، إلى أن أعاد غوشري خان من خوشوت خانات توحيد التبت في عام 1642 بموجب السلطة الروحية في ذلك الوقت للدالاي لاما الخامس من مدرسة غيلوغ.
أُنشئت هيئة غاندين فودرانج الحكومية في التبت وتأسس جيشها الدائم. وسافر الدالاي لاما في زيارة رسمية إلى بلاط سلالة تشينغ في عام 1653، حيث استُقبل في بكين و«اعتُرف به باعتباره السلطة الروحية لإمبراطورية تشينغ». غزت قوات خانات زونغار التبت في عام 1717، إلى أن طردتهم سلالة تشينغ لاحقًا في عام 1720. عين أباطرة تشينغ السكان الإمبراطوريين الذين عُرفوا باسم الأمبان في التبت، ومعظمهم من إثنية المانشو التي كانت تحت إمرة ليفان يوان، وهي هيئة حكومية تابعة لسلالة تشينغ مهمتها حراسة حدود الإمبراطورية. احتفظت التبت باستقلاليتها السياسية في ظل حكم سلالة تشينغ، وأُعفيت نحو نصف أراضي التبت من الحكم الإداري في لاسا وضُمت إلى المقاطعات الصينية المجاورة، على الرغم من أن معظمها كانت تابعةً اسميًا فقط لبكين.
أصبح «حكم» سلالة تشينغ في التبت نظريةً أكثر من كونها حقيقةً بحلول ستينيات القرن التاسع عشر، بالنظر إلى ثقل أعباء العلاقات الداخلية والخارجية التي كانت السلالة تتحملها. ووقعت أسرة تشينغ وبريطانيا الاتفاقية الأنجلو-صينية المتعلقة بسيكيم والتبت في عام 1890، والتي تجاهلتها التبت لأن «لاسا وحدها من يحق لها التفاوض مع القوى الأجنبية نيابةً عن التبت». استنتج البريطانيون في عام 1903 أن السيادة الصينية على التبت كانت «خيالًا دستوريًا»، وشرعوا في الحملة البريطانية على التبت بين عامي 1903 و1904. بدأت سلالة تشينغ في اتخاذ خطوات لإعادة تأكيد سيطرتها على التبت إلى أن غزت لاسا في عام 1910. اعترفت بريطانيا وروسيا بأن سلالة تشينغ هي الحاكم الشرعي للتبت في الاتفاقية الأنجلو-روسية لعام 1907، وتعهد الحلف الأنجلو الروسي بالامتناع عن التدخل بشؤون التبت، وبالتالي تم تأكيد سيادة سلالة تشينغ رسميًا في وثيقة دولية في عام 1890. سلم الأمبان خطاب استسلام إلى الدالاي لاما الثالث عشر في صيف عام 1912، بعد الإطاحة بسلالة تشينغ خلال ثورة شينهاي عام 1911. وطرد الدالاي لاما الأمبان والجيش الصيني، ثم كل الصينيين لاحقًا، من التبت بعد إعادة تأكيد استقلالها في 13 فبراير 1913.

## وصول جيش سلالة تشينغ إلى التبت
ردًا على احتلال زونغار للتبت، ردت قوة مشتركة من التبتيين والصينيين، أرسلها إمبراطور كانغكسي. كانت القوات التبتية تحت قيادة بولهاناس (يُنطق أيضًا بولهاني) في وسط تسانغ، وكانغتشيناس (تُكتب أيضًا غانغتشيني)، حاكم التبت الغربية. طُرد الزونغاريين من التبت في عام 1720. أحضروا كيلزانغ غياتسو معهم من كومبوم إلى لاسا ونُصب الدالاي لاما السابع.
بدأت محمية تشينغ في التبت آنذاك (وصفها ستاين بأنها «معتدلة ومرنة بما يكفي لتقبلها الحكومة التبتية») بإنشاء حامية في لاسا. ضُمت منطقة خام شرق نهر دري، أو نهر جينشا في أعالي اليانغتسي، إلى سيتشوان في 1726-1727 من خلال معاهدة رسمية. وسعت سلالة تشينغ محمية لاسا مع مجلس الكاشاج، المؤلف من ثلاثة وزراء تبتيين من كانغتشيناس، في عام 1721. عُين أمير من خالخة كأحد الأمبيان، وأصبح الممثل الرسمي لتشينغ في التبت. يُعتقد أن دور الدالاي لاما في ذلك الوقت كان رمزيًا بحتًا من وجهة نظر الصين، لكنه لم يكن كذلك بالنسبة للدالاي لاما نفسه أو حكومة غاندين فودرانج أو شعب التبت حتى، الذين اعتبروا سلالة تشينغ «راعيًا» لهم. كما استمر تأثير الدالاي لاما بشكل كبير بسبب معتقدات المغول الدينية.
نُظر إلى سلالة تشينغ كراع لخوشوت، ومحرري التبت من الزونغار وأنصار الدالاي لاما كيلزانغ غياتسو؛ ولكن أبدت التبتيون من كوكونور استياءهم منهم عندما حاولوا استبدال خوشوت كحاكم لكوكونور والتبت. قاد لوبسانغ دانجين [فرنسي الجنسية]، حفيد غوشي خان، تمردًا في عام 1723، عندما هاجم 200 ألف من التبتيين والمغول شينينغ، دون دعم السكان في وسط التبت. يُشاع أيضًا بمنع بولهانا المتمردين من الانتقام من سلالة تشينغ، وقمع التمرد بوحشية.
نُشرت حاميات جرين ستاندرد في أماكن متعددة مثل لاسا وباتانج ودارتسيندو ولهاري وتشامدو وليتانج، طوال حرب زنجر، وكانت إلى جانب حاميات مانشو بانيرمن، جزءًا من قوة تشينغ التي قاتلت في التبت في الحرب ضد الزونغار. يشاع أن قائد سيتشوان يو تشونغ تشي (سليل يو فيي) دخل لاسا أولًا عندما استولى ألفي جندي من غرين ستاندرد وألف جندي مانشو من «طريق سيتشوان» على لاسا. وفقًا لمارك سي إليوت، استخدمت سلالة تشينغ قوات جرين ستاندرد لإدارة الحامية في لاسا بدلًا من بانرمين بعد عام 1728. ووفقًا لإيفلين س. راوسكي، شكّل كل من جيش المعيار الأخضر وبانرمين حامية تشينغ في التبت. أما سابين دابرينغهاوس، فقد أشار إلى تمركز نحو 1300 جندي صيني من حاميات جرين ستاندرد في التبت لدعم جيش التبت البالغ قوامه 3000 جندي.